# آسفالت ۵
آسفالت ۵ (انگلیسی: Asphalt 5) یک بازی ویدئویی مسابقه‌ای تک‌نفره و چندنفره برای سکوهای آی‌اواس، پالم پری، اندروید، سیمبیان ۳، بادا و ویندوز فون ۷ می‌باشد که توسط گیم‌لافت توسعه و نشر پیدا کرده‌است. همچنین قرار بود تا یک نسخه برای پلی‌استیشن همراه منتشر شود که کنسل شد.
این بازی که جزوی از سری آسفالت می‌باشد، در ۲ نوامبر ۲۰۰۹ به صورت توزیع دیجیتال منتشر شد. همچنین یک نسخه اچ‌دی از این بازی با عنوان آسفالت ۵ اچدی اول آوریل ۲۰۱۰ در اپ استور و گوگل پلی منتشر شد.